# Le Notaire de Châteauneuf
Le Notaire de Châteauneuf est une nouvelle de Georges Simenon, publiée en 1938. Elle fait partie de la série des Maigret.

## Historique
La nouvelle est écrite à Neuilly pendant l'hiver 1937-1938 ou à Porquerolles en mars 1938. Elle connaît une première publication lors d'une édition pré-originale dans l'hebdomadaire Police-Film, no 8 du 17 juin 1938.
La nouvelle est reprise dans le recueil Les Nouvelles Enquêtes de Maigret en 1944 chez Gallimard.

## Résumé
Maigret, à la retraite dans sa maison de Meung-sur-Loire, est interrompu dans ses activités de jardinage par la visite d'un notaire venu lui demander son aide. Le notaire est collectionneur d'ivoires sculptés et, depuis quelques semaines, ses pièces de collection disparaissent de façon mystérieuse.

## Éditions
- Édition originale : Gallimard, 1944
- Tout Simenon, tome 25, Omnibus, 2003  (ISBN 978-2-258-06110-1)
- Folio Policier, n° 679, 2013  (ISBN 978-2-07-030451-6)
- Tout Maigret, tome 10, Omnibus,  2019  (ISBN 978-2-258-15349-3)

## Adaptation
- Le Notaire de Châteauneuf, téléfilm français de Gérard Gozlan, avec Jean Richard, diffusé en 1988